# 奥田町 (稲沢市)
奥田町（おくだちょう）は、愛知県稲沢市の地名。

## 地理

### 交通
- 名鉄名古屋本線奥田駅
- 東海道新幹線
- エンジュ通り

### 施設
- 岐阜信用金庫奥田支店
- 正本寺
- 奥田山安楽寺
- 白山社
- 奥田児童遊園
- 名鉄団地集会場

## 歴史

### 沿革
- 1889年（明治22年） - 市制町村制の奥田村が成立[1]。
- 1906年（明治39年） - 大里村大字奥田となる[1]。
- 1928年（昭和3年） - 国府宮駅から西清洲駅間の鉄道が開業し、地内に奥田駅および大里駅が設置される[1]。
- 1947年（昭和22年） - 稲沢市立大里中学校が設置される[1]。
- 1953年（昭和28年） - 稲沢市立大里西小学校が設置される[1]。
- 1955年（昭和30年） - 稲沢町大字奥田となる[1]。
- 1958年（昭和33年） - 稲沢市奥田町となる[1]。
- 1964年（昭和39年） - 地内を東海道新幹線が通過する[1]。
- 1965年（昭和40年） - 一部が高重西町・高重東町に編入される[1]。
- 1970年（昭和45年） - 一部が奥田南花ノ木町・奥田計用町に編入される[1]。
- 1972年（昭和47年） - 一部が奥田神ノ木町・奥田島崎町・奥田宮長町・奥田北花ノ木町・緑町・幸町・東緑町・奥田白山町・奥田長角町・奥田大門町・奥田堀畑町・奥田馬場町・奥田中切町・奥田井之下町・奥田膳棚町・奥田大沢町・奥田流町・奥田酒伊町・奥田天神町にそれぞれ編入される[1]。
- 1982年（昭和57年） - 一部が奥田寺切町・奥田立長町・奥田切田町・奥田天目寺町・奥田田畑町・奥田木塚町・奥田下河町にそれぞれ編入される[1]。

### 人口の変遷
国勢調査による人口および世帯数の推移。
| 1995年（平成7年）  | 803世帯 2452人 |  |
| 2000年（平成12年） | 771世帯 2249人 |  |
| 2005年（平成17年） | 755世帯 2082人 |  |
| 2010年（平成22年） | 714世帯 2018人 |  |
| 2015年（平成27年） | 754世帯 1970人 |  |
| 2020年（令和2年）  | 715世帯 1844人 |  |

### WEB
1. ↑  “愛知県稲沢市の町丁・字一覧”.   人口統計ラボ. 2023年5月5日閲覧。
2. 1 2  総務省統計局 (2022年2月10日). “令和2年国勢調査の調査結果(e-Stat) - 男女別人口，外国人人口及び世帯数－町丁・字等” (CSV). 2023年8月2日閲覧。
3. ↑  “読み仮名データの促音・拗音を小書きで表記するもの(zip形式) 愛知県” (zip).   日本郵便 (2024年2月29日). 2024年3月26日閲覧。
4. ↑  “市外局番の一覧” (PDF).   総務省 (2022年3月1日). 2022年3月22日閲覧。
5. ↑  “ナンバープレートについて”.   一般社団法人愛知県自動車会議所. 2024年1月21日閲覧。
6. ↑  総務省統計局 (2014年3月28日). “平成7年国勢調査の調査結果(e-Stat) - 男女別人口及び世帯数 －町丁・字等” (CSV). 2021年7月20日閲覧。
7. ↑  総務省統計局 (2014年5月30日). “平成12年国勢調査の調査結果(e-Stat) - 男女別人口及び世帯数 －町丁・字等” (CSV). 2021年7月20日閲覧。
8. ↑  総務省統計局 (2014年6月27日). “平成17年国勢調査の調査結果(e-Stat) - 男女別人口及び世帯数 －町丁・字等” (CSV). 2021年7月21日閲覧。
9. ↑  総務省統計局 (2012年1月20日). “平成22年国勢調査の調査結果(e-Stat) - 男女別人口及び世帯数 －町丁・字等” (CSV). 2021年7月21日閲覧。
10. ↑  総務省統計局 (2017年1月27日). “平成27年国勢調査の調査結果(e-Stat) - 男女別人口及び世帯数 －町丁・字等” (CSV). 2021年7月21日閲覧。

### 書籍
1. 1 2 3 4 5 6 7 8 9 10 11 12  「角川日本地名大辞典」編纂委員会 1989, p. 316.